# 2 Korpus Polski (PSZ)
2 Korpus Polski (2 KP) – wyższy związek taktyczny Polskich Sił Zbrojnych w latach 1943–1947.
W grudniu 1943 przetransportowany do Królestwa Włoch. Będąc w składzie brytyjskiej 8 Armii, uczestniczył w kampanii włoskiej. W maju 1944 zdobywał linię Gustawa zdobywając Monte Cassino, następnie na linii Hitlera (Piedimonte). W lipcu 1944 na wybrzeżu Morza Adriatyckiego wyzwolił Ankonę, sierpień-wrzesień przełamał linię Gotów, w październiku walczył w Apeninach. W kwietniu 1945 brał udział w bitwie o Bolonię. Po wojnie pozostał we Włoszech w składzie wojsk okupacyjnych. W 1946 przetransportowany został do Wielkiej Brytanii. Większość żołnierzy pozostała na emigracji i wstąpiła do Polskiego Korpusu Przysposobienia i Rozmieszczenia. W 1947 korpus rozwiązano.

## Formowanie i szkolenie korpusu

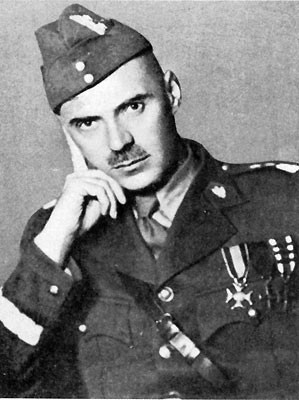
Gen. dyw. Władysław Anders

Utworzony 21 lipca 1943 z dowództwa i jednostek Armii Polskiej na Wschodzie na podstawie rozkazu i wytycznych Naczelnego Wodza, generała broni Władysława Sikorskiego z 16 i 29 czerwca 1943, w północnym Iraku, w rejonie Kirkuku i Ałtun Kapon. Dowództwo Armii w Polu przemianowano na dowództwo 2 Korpusu Polskiego. W sierpniu i wrześniu 1943 korpus przegrupowano do południowej Palestyny i rozmieszczono w następujących miejscowościach i rejonach:
- m. Julis – Dowództwo 2 KP (następnie przesunięte do obozu „Kilo” k. Gazy),
- rejon m. Julis – 3 Dywizja Strzelców Karpackich,
- rejon m. Mughazi-Nuseirat – 5 Kresowa Dywizja Piechoty i 2 Warszawska Brygada Pancerna,
- rejon m. Isdud – 2 Grupa Artylerii (PSZ),
- m. Beit Jirja – saperzy,
- m. Gaza i rejon na północ od niej – oddziały służb.

Na terenie Palestyny korpus podporządkowano dowódcy brytyjskiej 9 Armii, gen. Williamowi Holmesowi. Strona brytyjska wyznaczyła termin osiągnięcia przez korpus gotowości na 1 stycznia 1944. Dowódca korpusu, gen. Władysław Anders zachował stanowisko dowódcy Armii Polskiej na Wschodzie. 25 listopada 1943 gen. Kazimierz Sosnkowski wydał Wytyczne organizacyjne dla Armii Polskiej na Wschodzie. Zgodnie z tymi wytycznymi Armia Polska na Wschodzie została podzielona na trzy rzuty. Rzut pierwszy tworzył 2 Korpus Polski wraz z Bazą Armii Polskiej na Wschodzie. Rzut drugi tworzył sztab armii i jednostki, które nie weszły w skład 2 KP. Trzeci rzut stanowiły jednostki armii pozostające na terenie Palestyny, Syrii i Iranu.
W listopadzie rozpoczęto przegrupowanie korpusu do Egiptu. Jako pierwsza przemieściła się 3 DSK. W grudniu wyjechało dowództwo i służby korpusu oraz artyleria i 2 BPanc. W połowie stycznia 1944 do Egiptu dotarła 5 KDP. Cały korpus rozmieszczony został w obozie Qassasin, położonym 30 km na zachód od m. Ismailia. W Qassasin korpus otrzymał nowe uzbrojenie i wyposażenie do pełnych etatów wojennych. 12 grudnia 1943 pierwsze oddziały 3 DSK zostały przetransportowane z Qassasin do portu Taufig i zaokrętowane na statek „Indrapoera”. Przez cały następny dzień na statek ładowano ciężki sprzęt. 14 grudnia 1943 statek wpłynął do Kanału Sueskiego i wieczorem dotarł do Port Saidu, gdzie stał przez następny dzień. Wieczorem 16 grudnia 1943 statek wypłynął z Port Saidu i 21 grudnia 1943 dotarł do portu Tarent na południu Włoch.

## Działania bojowe korpusu we Włoszech
W grudniu 1943 przetransportowany do Włoch, walcząc w składzie brytyjskiej 8 Armii, uczestniczył w kampanii włoskiej.

### Bitwa o Monte Cassino
Od 11 do 29 maja 2 Korpus uczestniczył w czwartej bitwie o przełamanie linii Gustawa. Jego zadanie polegało na zdobyciu górskich umocnień między Cassino i Passo Corno.
Gen. Anders do wszystkich żołnierzy korpusu wydał „Rozkaz Przed Bitwą”

Żołnierze! Kochani moi Bracia i Dzieci! Nadeszła chwila bitwy. Długo czekaliśmy na tę chwilę odwetu i zemsty nad odwiecznym naszym wrogiem. Obok nas walczyć będą dywizje brytyjskie, amerykańskie, kanadyjskie, nowozelandzkie walczyć będą Francuzi, Włosi oraz dywizje hinduskie. Zadanie, które nam przypadło zasławi na cały świat imię żołnierza polskiego. W chwilach tych będą z nami myśli i serca całego narodu, podtrzymywać nas będą duchy poległych naszych towarzyszy broni. Niech LEW  mieszka w Waszych sercach!  Żołnierze! – za bandycką napaść Niemców na POLSKĘ, za rozbiór POLSKI wraz z bolszewikami, za tysiące zrujnowanych miast i wsi, za morderstwa i katowanie setek tysięcy naszych sióstr i braci, za miliony Polaków, jako niewolników wywiezionych do Niemiec, za niedolę i nieszczęście Kraju, za nasze cierpienia i tułaczkę. Z wiarą w sprawiedliwość Opatrzności Boskiej idziemy naprzód ze świętym hasłem w sercach naszych : „BÓG! HONOR i OJCZYZNA! ”Dziś nadeszła dla nas godzina krwawego odwetu. Tej godziny długo czekaliśmy, oczekuje jej umęczony KRAJ NASZ i Polacy rozsiani po całym świecie. A więc, Żołnierze do czynu! – Do broni!- I w łeb lub serce PAL!"
Dowódca 2 Korpusu
W. Anders, gen.

Dowódca korpusu zdecydował się wykonać główne uderzenie, nie jak dotychczas od strony Cassino wzdłuż drogi na Piedimonte i Rzym, lecz od strony doliny Rapido, w kierunku południowo-zachodnim. Pomocnicze uderzenie po osi drogi Nr 6 wykonywał brytyjski 13 Korpus.
W nocy z 11 na 12 maja nastąpiło ogniowe przygotowanie natarcia. Wykonywało je dziesięć pułków artylerii liczących 224 działa, ponadto 20 dział artylerii przeciwlotniczej, działa przeciwpancerne i czołgowe. Artyleria sprzymierzonych wsparła natarcie czterema pułkami artylerii i lotnictwem. Po zakończeniu APN uderzyła piechota. 3 Dywizji Strzelców Karpackich z 12 Pułkiem Ułanów Podolskich nacierała na kierunku wzgórza 593 i wzdłuż Gardzieli, na Massa Albaneta, a 5 Kresowa Dywizja Piechoty przez Widmo na San Angelo. Bataliony 5 Kresowej DP zdobyły Widmo i walczyły o San Angelo. Poniosły jednak dotkliwe straty. Uporczywe niemieckie kontrataki i uderzenia ogniowe na wzgórza spowodowały, że straty w poszczególnych pododdziałach sięgały 40–70% stanu osobowego. Z 12 na 13 maja Polacy wycofali się na pozycje wyjściowe.

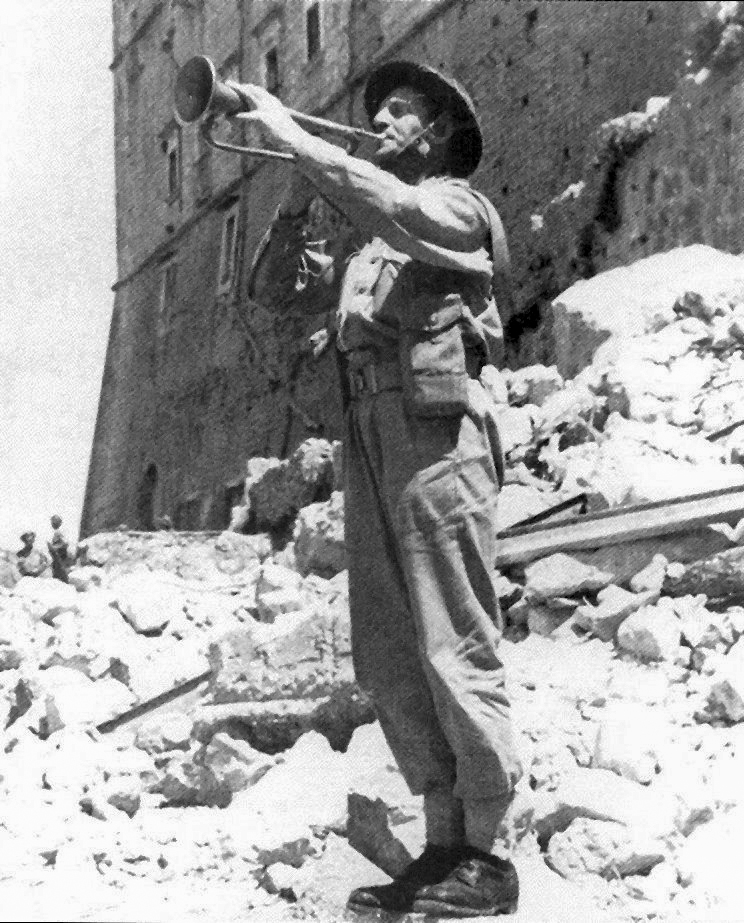
Emil Czech, polski hejnalista, na ruinach klasztoru Monte Cassino

W dniach 13–16 maja prowadzono działania lokalne i rozpoznawcze. 1 szwadron 1 pułku ułanów krechowieckich wykonał uderzenie przez wąwóz Gardziel na południowe stoki Widma – umożliwiając saperom rozminowanie. Utrzymując następnie wąwóz pod ogniem uniemożliwił nieprzyjacielowi powtórne jego zaminowanie.
17 maja, po zreorganizowaniu i uzupełnieniu oddziałów, natarcie wznowiono. 5 Kresowa DP otrzymała zadanie opanowania grzbietu San Angelo i wzgórza 574, a 3 Dywizja Strzelców Karpackich zdobycia wzgórz 593, 569 i 476, a w zadaniu dalszym – opanowanie Massa Albaneta.
Na odcinku 5 Dywizji zgrupowaniem uderzeniowym dowodził zastępca dowódcy 5 KDP płk Klemens Rudnicki. Zdobyło ono Widmo, a następnie małe San Angelo i nawiązało walkę o duże San Angelo. Tu wprowadzono odwody. Do walki wszedł 13 batalion strzelców i grupa majora Smrokowskiego.
Na odcinku 3 Dywizji natarciem dowodził dowódca 2 Brygady SK płk Roman Szymański. Atakowano wzgórze 593 i Albanetę.
W Gardzieli, na wysokości wzgórza Widmo działał szwadron 4 pułku pancernego. Walki trwały również w nocy. Około 10:00 patrole 12 Pułku Ułanów Podolskich, a potem 5 batalion strzelców karpackich, opanowały klasztor. Na ruinach klasztoru zatknięto polską, a później również i brytyjską flagę. 24 maja grupa „Bob”, zdobyła Piedimonte, a 25 maja 15 pułk ułanów opanował Monte Cairo. Droga na Rzym została otwarta.
W bitwie o Monte Cassino i Piedimonte poległo 860 (w tym 72 oficerów) żołnierzy, 2822 zostało rannych (w tym 204 oficerów), a 97 zaginęło (w tym 5 oficerów). Ranni byli umieszczani w szpitalu wojennym w Casamassima, którym kierował płk Tadeusz Sokołowski. Polegli żołnierze spoczywają na cmentarzu polskim u stóp wzgórza klasztornego.

### Walki nad Adriatykiem – Bitwa o Ankonę
7 czerwca 3 Dywizja Strzelców Karpackich zluzowała hinduską 4 Dywizję Piechoty w rejonie na północ od Oriony i przeszła do pościgu wzdłuż szosy Nr 16. 18 czerwca jednostki korpusu zajęły Pescarę. Na lewo od 3 Dywizji Strzelców Karpackich weszła do działania 5 Kresowa DP. Polacy zdobyli Loreto, Recanati, Osimo, Castelfidardo i wzgórze San Pietra i podeszli pod Ankonę. Dowódca korpusu postanowił: główne uderzenie wykonać siłami 5 Kresowej DP i opanować rejon Paterniano-Monte delia Crescia-Monte Tarto. 3 Dywizja Strzelców Karpackich z Karpackim Pułkiem Ułanów wiązała nieprzyjaciela w pasie nadmorskim. Rano 17 lipca uderzyła 5 KDP. Jej brygady zdobyły Paterniano, wzgórza na północ od San Stefana a dalej Monte delia Crescia oraz Offagna. Na odcinku zachodnim zdobyto wzgórza Monte Tarto i Croce di San Vinzenzo. Po zmroku oddziały kontynuowały natarcie. Wykonując manewr obejścia wyszły nad rzekę Esino pod Chiaravalle.
18 lipca oddziały korpusu wkroczyły do Ankony. Zdobycie portu ułatwiło sprzymierzonym prowadzenie dalszych działań na Rimini i linię Gotów.
Po zdobyciu miasta i portu kontynuowano natarcie. 3 Dywizja Strzelców Karpackich uderzała na kierunku nadmorskiej szosy Nr 16. Nad Misą zdobyła niewielki przyczółek. 9 sierpnia do walki weszła ponownie 5 Kresowa Dywizja Piechoty wsparta czołgami brytyjskiego 7 pułku huzarów. Jej oddziały opanowały linię rzeki Cezano, a nocnym natarciem zdobyła Monterado.
3 Dywizja Strzelców Karpackich wspólnie z 2 Brygadą Pancerną walczyła pod Scapezzano i także wyszła na linię Cezano.
W tym czasie na kierunek nadmorski wprowadzono też korpus kanadyjski z zadaniem przełamania linii Gotów pod Monte Lupone – Cattolica. W tej operacji również uczestniczyły oddziały 2 KP.
Od 19 sierpnia główny wysiłek spoczywał na 3 Dywizji Strzelców Karpackich. Uderzono na wzgórza pod m. Constanza. W wyniku trzydniowej bitwy rozbito niemiecką 278 Dywizję. 28 sierpnia osiągnięto linię rzeki Foglia. 31 sierpnia 3 DSK zajęła m. Pesaro tym samym przełamując na swoim odcinku pierwszą linię Gotów. 5 września korpus przeszedł do odwodu 8 Armii i ześrodkował się na północ od Ankony w dolinie rzeki Chianti.
W walkach nad Adriatykiem korpus stracił 1358 żołnierzy i oficerów. Poległych żołnierzy polskich pochowano na cmentarzu polskim w Loreto w pobliżu bazyliki.

### Walki w Apeninie Emiliańskim
Od 10 października 1944 korpus walczył w Apeninie Emiliańskim w niezwykle trudnych warunkach terenowych i klimatycznych.
5 Kresowa Dywizja Piechoty prowadziła działania w rejonie Piero di Bagno i atakowała w kierunku północnym. Jej 5 Wileńska Brygada Piechoty zdobyła Santa Sofia, a 6 Lwowska Brygada Piechoty opanowała Predappio i górę Monte Grosso w prowincji Forlì-Cesena. Pod koniec listopada do pierwszego rzutu weszła 3 Dywizja Strzelców Karpackich. Jej brygady zdobyły szereg miejscowości na zachód od Brisighella i na południowym brzegu rzeki Senio. Na tej rubieży front stał do wiosny 1945.

### Bitwa o Bolonię
W kwietniu 1945 brał udział w bitwie o Bolonię. 20 kwietnia oddziały 2 Korpusu sforsowały rzeki Giana i Idice, a 21 kwietnia o godzinie 6.05 9 Batalion Strzelców Karpackich z 3 Brygady wkroczył jako pierwszy do Bolonii i zawiesił nad miastem polską flagę. O godzinie 8.00 do miasta weszli Amerykanie z 5 Armii. O tempie posuwania się świadczy odległość przebyta w ostatniej fazie: Polacy mieli do przebycia 50 km, a Amerykanie zaledwie 20 km. 2 Korpus Polski przez 13 dni wiązał walką trzy doborowe dywizje niemieckie (26-tą pancerną oraz 1. i 4. spadochronowe), brawurowo forsując cztery rzeki i dziewięć kanałów, umocnionych pod względem inżynieryjnym i zażarcie bronionych.
Przełamanie frontu pod Bolonią i wyzwolenie tego miasta miało decydujące znaczenie dla zadania Niemcom ostatecznej klęski na froncie włoskim. Oddziały II Korpusu Polskiego wkroczyły do Bolonii witane owacyjnie przez miejscową ludność. Z rozkazu dowódcy 8 Armii Polacy pozostali w tym rejonie nie biorąc już udziału w dalszym pościgu. 9 Batalionowi Strzelców Karpackich nadano uroczyście miano Bolońskiego, a 17 dowódców otrzymało honorowe obywatelstwo miasta. Senat Bolonii wręczył też żołnierzom polskim 215 specjalnie wybitych medali pamiątkowych z napisem Al liberatori che primi entrarono in Bologna 21 Aprile 1945 – per benemerenza („Oswobodzicielom, którzy pierwsi weszli do Bolonii 21 kwietnia 1945 – w dowód zasługi”).
Nowy dowódca 8 Armii brytyjskiej gen. Mac Creery w rozkazie pochwalnym skierowanym do żołnierzy 2 Korpusu Polskiego napisał:
W Waszym marszu historycznym drogą Via Emilia prowadzącą z Faenzy do Bolonii, mieliście jako przeciwników wyborowe wojsko nieprzyjaciela. Trzem najlepszym dywizjom niemieckim: 26 Dywizji Pancernej, 1 oraz 4 Dywizji Spadochronowej zadaliście ciężkie straty w ludziach i sprzęcie... W tej wielkiej bitwie wykazaliście wspaniałego ducha walki, wytrwałość i sprawność bojową. Przesyłam Wam moje najgorętsze powinszowania oraz wyrazy podziwu dla wszystkich oficerów i szeregowych...
W sumie straty polskie poniesione w operacji pod Bolonią wyniosły 600 rannych oraz 300 poległych żołnierzy, którzy spoczęli na miejscowym cmentarzu. Następnie korpus pozostawał w składzie wojsk okupacyjnych. W 1946 przeniesiony do Wielkiej Brytanii.

## Dyslokacja korpusu po zakończeniu działań wojennych
Po zakończeniu walk o Bolonię korpus przeszedł do odwodu brytyjskiej 8 Armii. Rozmieszczony został początkowo pomiędzy Bolonią, Rimini a Imolą. Kwatera Główna Dowództwa 2 Korpusu Polskiego znajdowała się na północ od Imoli. Tam zastał ją koniec działań zbrojnych we Włoszech. Na przełomie maja i czerwca korpus rozpoczął dyslokowanie na południe Półwyspu Apenińskiego w rejon na południe od Ankony. Część oddziałów kwaterowała w namiotach polowych. Dowództwo korpusu rozlokowało się w Porto San Giorgio. Dopiero jesienią 1945 większość żołnierzy skoszarowano w budynkach murowanych. Do skoszarowania wykorzystywano budynki użyteczności publicznej. Powszechnie wykorzystywano również koszary włoskie i poniemieckie. Oficerowie zazwyczaj wynajmowali kwatery prywatne. W dniach 23-24 października 1946 kwaterę główną przeniesiono do Ankony, gdzie pozostała do końca pobytu korpusu we Włoszech.
Oddziały i jednostki korpuśne rozmieszczone były na terenie niemal całego Półwyspu Apenińskiego. Większość sił korpus utrzymywał w środkowej i południowej części kraju. Działając na rzecz szczególnych związków taktycznych lub oddziałów prowadzących służbę wartowniczą i garnizonową, zabezpieczając lub wspomagając proces szkoleniowy a także wykonując szereg innych obowiązków służby korpusu z dużą częstotliwością zmieniały miejsca postoju.

## Rozformowanie korpusu i dalsze losy jego żołnierzy

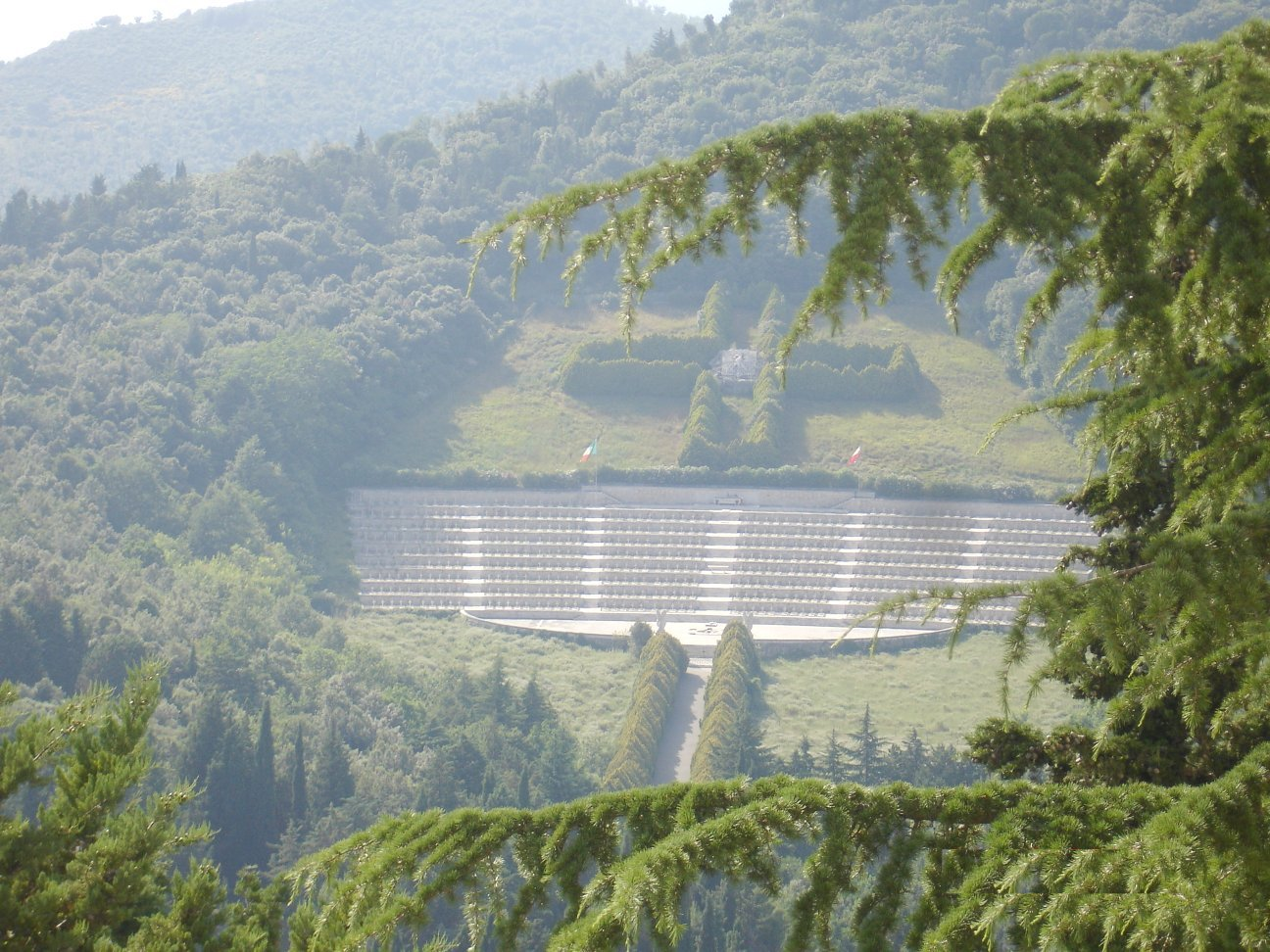
Polski cmentarz wojenny na Monte Cassino

W 1947 korpus został rozwiązany. Od 1945 roku część żołnierzy zaczęła powracać do kraju. Większość jednak w 1946. wstąpiła do Polskiego Korpusu Przysposobienia i Rozmieszczenia.
Po zakończeniu działań wojennych żołnierzy korpusu, którzy zadeklarowali powrót do kraju skierowano do obozów repatriacyjnych w Cervinara i Paolisi koło Neapolu (około 5,5 tysiąca żołnierzy) i w San Domenico (około 800 żołnierzy). Obozy pozostawały pod opieką władz brytyjskich, które organizowały transporty do Polski. Transporty kierowano koleją przez Mediolan, Brenner, Pilzno, Pragę do Zebrzydowic lub drogą morską z Neapolu do Gdańska. Z ramienia Tymczasowego Rządu Jedności Narodowej nad powrotem żołnierzy do kraju czuwała Polska Misja Wojskowa we Włoszech pod kierownictwem płk. Kazimierza Sidora (misja funkcjonowała do maja 1946).
W okresie od 3 do 25 grudnia 1945 do Polski, w 13 transportach kolejowych, przybyło z Włoch łącznie 12 305 żołnierzy 2 KP i Jednostek Wojskowych na Środkowym Wschodzie. W tej liczbie znalazło się tylko 32 oficerów oraz 1612 podoficerów i 10 661 szeregowców. Z powyższej grupy 1226 podoficerów i 8601 szeregowców miało za sobą przymusową służbę w armii niemieckiej. Około 8 procent to żołnierze zdegradowani bądź więzieni z przyczyn natury politycznej. Około 2 procent żołnierzy to obywatele polscy narodowości białoruskiej, ukraińskiej i rosyjskiej. Powracający żołnierze przywieźli z sobą między innymi 11 867 karabinów angielskich i 603 150 nabojów karabinowych. Wymienieni zostali skierowani do punktów etapowych w Koźlu (dwa), Cieszynie i Międzylesiu. Przygotowano również rezerwowe punkty w Katowicach, Chorzowie i Bielsku-Białej. Punkty repatriacyjne zostały zorganizowane na podstawie rozkazu nr 325/org. Naczelnego Dowódcy WP z dnia 27 listopada 1945 Kierownictwo nad przyjęciem żołnierzy PSZ sprawował gen. dyw. Wsiewołod Strażewski, II wiceminister ON. Samym przyjęciem zajmowały się cztery komisje rejestracyjne, w skład których wchodzili oficerowie Departamentu Poboru i Uzupełnień MON, Głównego Zarządu Polityczno-Wychowawczego WP, Głównego Zarządu Informacji WP i Departamentu Personalnego MON. Na czele jednej z komisji stał ppłk Jan Janikowski. Ochronę zapewniał 3 batalion 44 Pułku Piechoty 13 DP. Z przybyłych do kraju podoficerów – 1572 zdemobilizowano, a 40 urlopowano, kwalifikując wstępnie do dalszej służby wojskowej. W grupie szeregowców zdemobilizowano 9892, a urlopowano 769 osób. W późniejszym okresie zrezygnowano z powołania do czynnej służby żołnierzy urlopowanych. Dalsze zorganizowane transporty żołnierzy 2 KP przybywały do kraju z Wysp Brytyjskich. Do grudnia 1947 r. przybyło 16 371 podoficerów i 41.912 szeregowców PSZ. Kazimierz Frontczak nie podaje ilu z nich pełniło służbę w 2 KP. Powyższe dane nie obejmują żołnierzy, którzy do kraju wrócili indywidualnie lub cywilnymi transportami repatriacyjnymi. Zorganizowana akcja powrotu żołnierzy PSZ trwała do połowy 1951 r. 20 września 1951 r. w Gdyni zlikwidowano Remigracyjny Punkt Specjalny Państwowego Biura Podróży „Orbis”.
W latach 1947–1948 723 żołnierzy PSZ na Zachodzie, którzy przed wojną zamieszkiwali na terenie województw: wileńskiego, białostockiego, nowogródzkiego i poleskiego trafiła do 312 Obozu dla Wyzwolonych Jeńców Wojennych i Internowanych Obywateli w Grodnie (powyższe dane nie obejmują żołnierzy, którzy powrócili w 1946 i przeszli przez obóz w Wilnie, a także żołnierzy, którzy powrócili indywidualnie po 1948). Z 723 żołnierzy, którzy przewinęli się przez obóz grodzieński – 327 pełniło służbę w 2 KP, z czego – 111 w 3 DSK, a 159 w 5 KDP. W nocy z 31 marca na 1 kwietnia 1951 funkcjonariusze bezpieczeństwa BSRR przystąpili do masowych aresztowań i wywózki żołnierzy PSZ na Zachodzie wraz z ich rodzinami do obwodu irkuckiego. Deportacja wiązała się z konfiskatą mienia i odebraniem odznaczeń bojowych. Ogółem zesłano 888 żołnierzy i 3632 członków rodzin z terenu BSRR i 49 żołnierzy z terenu LSRR. W 1956 deportowanym zezwolono na powrót z zesłania. W 1958 w obwodzie irkuckim pozostawało 1152 żołnierzy i członków ich rodzin. Większość z deportowanych w 1961 powróciła do Polski.
W 1971 Sąd Najwyższy BSRR uznał deportacje za bezpodstawne i umorzył postępowania karne prowadzone przeciwko żołnierzom PSZ na Zachodzie. Żołnierzom, którzy powrócili na terytorium BSRR wypłacono rekompensatę za skonfiskowane mienie. W 2003 na terenie Białorusi żyło 23 żołnierzy 2 KP, którzy w dalszym ciągu nie posiadali uprawnień kombatanckich.

## Struktura organizacyjna korpusu
2 Korpus Polski, pod względem organizacyjnym, znacznie różnił się od korpusów brytyjskich. Składał się z trzech związków taktycznych, podczas gdy korpusy brytyjskie – z czterech lub pięciu wielkich jednostek. W skład polskiego korpusu wchodziły liczne jednostki rodzajów broni i służb, które u Brytyjczyków znajdowały się na szczeblu armii. Korpuśna artyleria stanowiła 30 procent stanu etatowego. Na piechotę przypadało tylko 24 proc.
- Kwatera Główna 2 Korpusu
  -  3 Dywizja Strzelców Karpackich (3rd Carpathian Infantry Division)
  -  5 Kresowa Dywizja Piechoty (5th Kresowa Infantry Division)
  -  2 Warszawska Dywizja Pancerna (2nd Warsaw Armoured Division)
  - Jednostki pozadywizyjne (jednostki korpuśne)
    - 2 Grupa Artylerii

Liczebność 2 KP
- 1 października 1943 – 52 688 ludzi, w tym 3099 oficerów, 49 030 podoficerów i szeregowców oraz 559 ochotniczek PSK
- maj 1944 – 48 tys.
- maj 1945 – 56 tys.
- 1 października 1944 (razem z Bazą 2 Korpusu Polskiego):
  - 57 kapelanów i 55 500 wiernych wyznania katolickiego, w tym 2100 wyznania greckokatolickiego,
  - 3 kapelanów i 2342 wiernych wyznania prawosławnego,
  - 2 kapelanów i 838 wiernych wyznania mojżeszowego,
  - 325 wiernych wyznania ewangelickiego.
- 29 września 1945 – 104 996[9]

## Symbole korpusu
Odznaka pamiątkowa
Odznaka wprowadzona rozkazem dowódcy 2 Korpusu Nr 106 z dn. 24. IX 1946 poz. 619,l.dz.1078/AG/46> tłoczona w tombaku i srebrzona, jednoczęściowa o wymiarach 36 × 20 mm. Posiada formę tarczy. W górnej części syrenka warszawska, a po bokach gałązki laurowe. Na obramowaniu dolnej części tarcz napis „2 Korpus Polski”, w środku krzyż. Odznaka łączy w sobie znaki rozpoznawcze 8 Armii Brytyjskiej i 2 Korpusu Polskiego. Odznaka wykonana w rzymskiej medalierni Societa Italiana Per L'Arte Della Medaglia. Autorami projektu byli żołnierze 2.Korpusu bracia Zygmunt i Leopold Haar (wł. Springer).
Do każdej odznaki dołączano tekturową, składaną dwustronnie legitymacją, na której widniały następujące informacje: na zewnętrznej stronie (okładka) znajdował się szkic mapy świata z uwidocznionym ciemnym kolorem konturem Polski w jej przedwojennych granicach, szlakiem bojowym 2. Korpusu Polskiego, wizerunkiem odznaki oraz napisami: z przodu ITALIA 1946 oraz z tyłu Z.S.S.R. – IRAK – IRAN – PALESTYNA – EGIPT – ITALIA. Wewnątrz znajdowały się informacje: od góry z prawej strony: LEGITYMACJA ODZnakI PAMIĄTKOWEJ 2 KORPUSU, jej numer, imię i nazwisko osoby odznaczonej, stopień wojskowy, przydział służbowy, po których widniał napis JEST UPOWAŻNIONY DO NOSZENIA ODZnakI PAMIĄTKOWEJ 2 KORPUSU NA PODSTAWIE ROZKAZU DOWÓDCY 2 KORPUSU, podpis dowódcy jednostki, numer rozkazu i data jego wydania oraz pieczęć imienna. Przez całą szerokość legitymacji u góry został umieszczony napis: ODRZUĆMY WSZYSTKO CO NAS DZIELI, u dołu znajdował się zaś napis: PRZYJMIJMY WSZYSTKO CO NAS ŁĄCZY. Po lewej stronie, oprócz danych personalnych i podstawy nadania, znajdowała się sentencja: Dła upamiętnienia wspólnych przeżyć w ZSSR, Iraku, Palestynie, Egipcie oraz w walkach we Włoszech; dla uzewnętrznienia przynależności żołnierskiej do 2 Korpusu zarówno w obecnej chwili jak i w przyszłości, oraz celem podkreślenia i wzmocnienia wzajemnej więzi, ustanawiam Odznakę Pamiątkową 2 Korpusu – Dowódca 2 Korpusu WŁADYSŁAW ANDERS gen. dyw. i jego podpis.

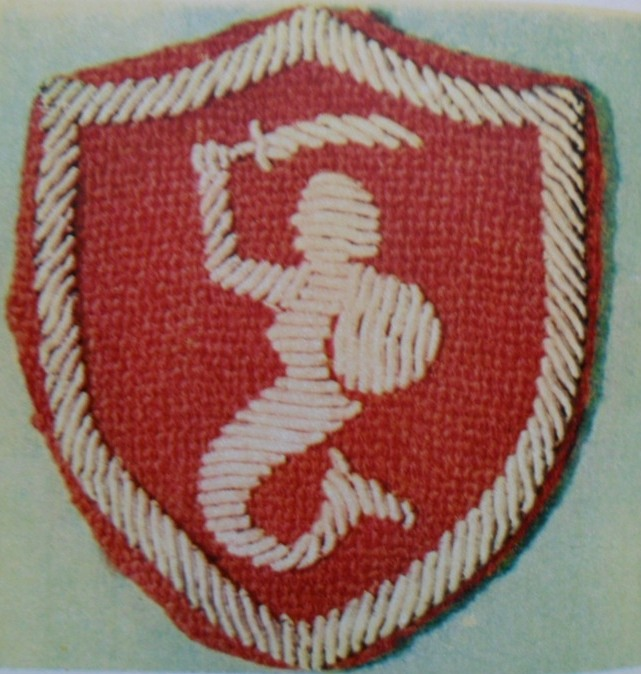
Oznaka rozpoznawcza

Oznaka wykonana z sukna, haftowana srebrną nicią o wymiarach 50x39 oraz 45x38 mm. Oznaka ma formę tarczy na której znajduje się na czerwonym tle syrenka warszawska. Syrenka i obramowanie haftowane srebrną nicią. Oznaka wykonana została w kilku wersjach. Obóz uzupełnień nosił syrenkę na niebieskim tle. Oznaka była noszona lewym rękawie, o 8 cm poniżej wszycia rękawa.

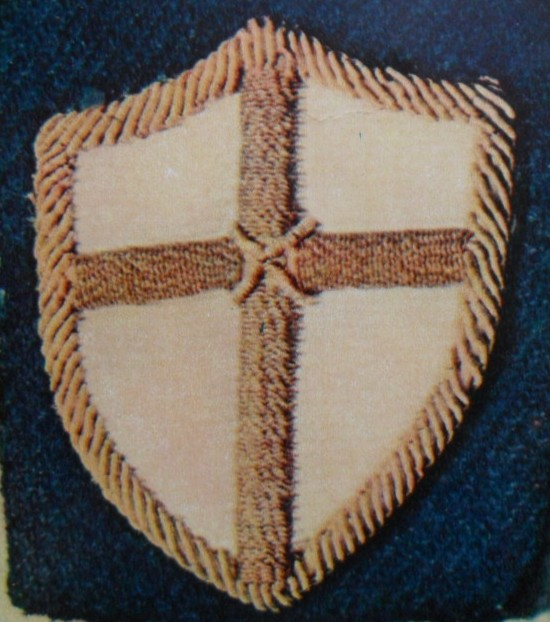
Oznaka specjalna

Walczący w składzie 8 Armii Brytyjskiej 2 Korpus Polski otrzymał od dowódcy armii gen. Olivera Leese'a po bitwie o Monte Cassino odznakę specjalną. Stanowiła ją oznaka rozpoznawcza 8 Armii Brytyjskiej w kształcie tarczy krzyżowców. Tło, na którym umieszczono białą tarczę z krzyżem koloru złotego, jest barwy niebieskiej.
Gen. Leese tak pisał do gen. Andersa:

„Życzeniem moim jest, aby żołnierze Polskiego Korpusu od dnia dzisiejszego nosili na ramieniu tarczę Krzyżowców VIII Armii, jako specjalną odznakę tego zaszczytnego stanowiska, jakie zajmuje Pański Korpus w VIII Armii. Gdy tylko dowiem się o Pańskiej zgodzie na to, wydam natychmiast odpowiednie zarządzenie”.

Marsz 2 Korpusu Polskiego
Może były między nami jakieś kwasy
Ten z Narviku, tamten znów angielski lord,
A ten trzeci spod Tobruku,
A ten czwarty z Buzułuku,
Połączyło nas Cassino, klasztor, fort.
To my, żołnierze 2 Korpusu,
Krzyżowców tarcza ramię zdobi nam,
To my, żołnierze 2 Korpusu,
Oszczerstwom wszystkim zadaliśmy kłam.
Nie słowami, bo usta milczały
Odpowiedź naszą pisaliśmy krwią
I jak huragan skruszyliśmy skały
I powinność spełniliśmy swą!
Dzisiaj nie ma między nami już różnicy
Dziś złączyła nas przelana wspólnie krew,
Leży rotmistrz spod Tobruku,
Obok kapral z Buzułuku,
Leżą ramię przy ramieniu Świerk i Lew.
Refren…